# La Poly Normande 2009
La Poly Normande 2009, ventinovesima edizione della corsa e valida come evento dell'UCI Europe Tour 2009 categoria 1.1, si svolse il 2 agosto 2009 su un percorso totale di 157 km. Fu vinta dal francese Matthieu Ladagnous che terminò la gara in 3h45'23", alla media di 41,79 km/h.
Al traguardo 86 ciclisti portarono a termine il percorso.

## Ordine d'arrivo (Top 10)
| Pos. | Corridore          | Squadra         | Tempo    |
| ---- | ------------------ | --------------- | -------- |
| 1    | Matthieu Ladagnous | F. des Jeux     | 3h45'23" |
| 2    | Stefan van Dijk    | Verandas Wil.   | s.t.     |
| 3    | Wesley Sulzberger  | F. des Jeux     | s.t.     |
| 4    | Bert De Waele      | Landbouwkrediet | s.t.     |
| 5    | Julien El Fares    | Cofidis         | s.t.     |
| 6    | Freddy Bichot      | Agritubel       | s.t.     |
| 7    | Daniele Colli      | Carmiooro       | s.t.     |
| 8    | Steven Tronet      | Roubaix         | s.t.     |
| 9    | Lloyd Mondory      | AG2R La Mon.    | s.t.     |
| 10   | Renaud Dion        | AG2R La Mon.    | s.t.     |